# Бакъу
Бакъу (на румънски: Bacău) е град, разположен в североизточната част на Румъния в регион Молдова. Административен център е на едноименния окръг Бакъу.
Градът има население от 196 883 жители (2016 г.). Средногодишният естествен прираст на населението е -2,02 %. 21,4 % от населението са под 15-годишна възраст, а 13,1 % – над 65 години.

## Спорт
Футболен клуб Бакъу (FCM Bacau).

## Известни личности
Родени в Бакъу
- Самюъл Айзенщайн (?), психиатър
- Василе Александри (1821 – 1890), писател
- Влад Кирикеш (р. 1989), футболист
- Соломон Маркус (1925 – 2016), математик
- Костел Пантилимон (р. 1987), футболист

Починали в Бакъу
- Константин Константинеску (1884 – 1961), офицер